# Audiencia Provincial (España)

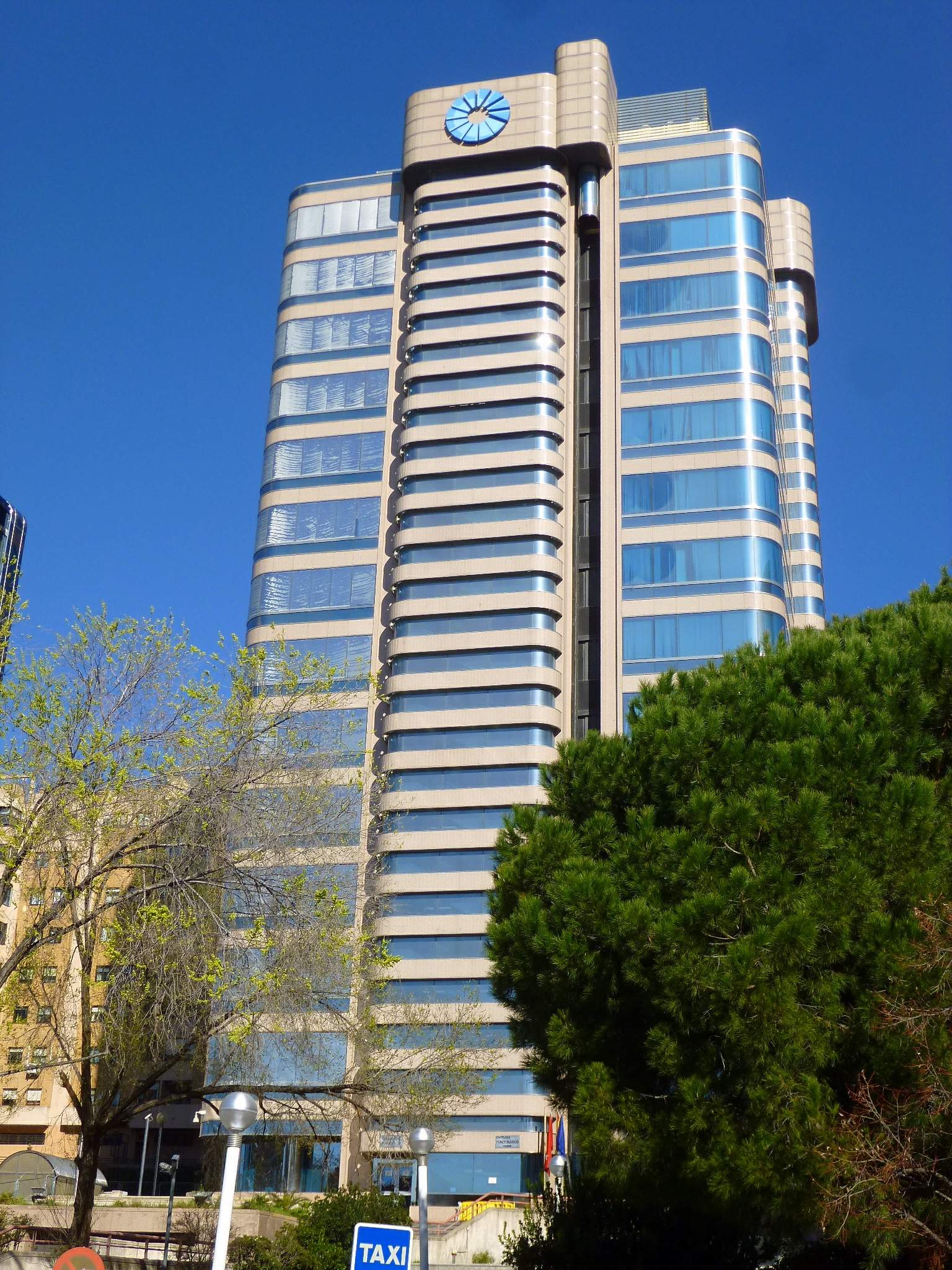
Audiencia Provincial de Madrid

Las Audiencias Provinciales son los máximos órganos judiciales de las provincias de España. Tienen su sede en la capital de la provincia y ejercen su jurisdicción sobre toda ella. Estos tribunales de justicia conocen de asuntos civiles y penales y se estructuran en secciones formadas por tres, cuatro o cinco magistrados.

## Historia
Las Audiencias provinciales surgen a raíz del real decreto de 14 de octubre de 1882. Se crearon 80 en toda España, una para cada distrito. Se las llamó Audiencia Penal (Audiencia de lo Criminal). En la demarcación de Gerona, por ejemplo, había dos distritos; uno, Olot y Figueras, y el otro, Gerona, La Bisbal del Ampurdán, Santa Coloma de Farnés y Puigcerdá. En 1892, el Gobierno decidió, por cuestiones económicas, dejar una Audiencia por provincia. Esto provocó la desaparición de Audiencias como la de Algeciras, Elche o Figueras, que pasaron a ser secciones de las nuevas Audiencias con demarcación provincial. A partir de 1893 las Audiencias pasan a llamarse Audiencias Provinciales.

## Secciones

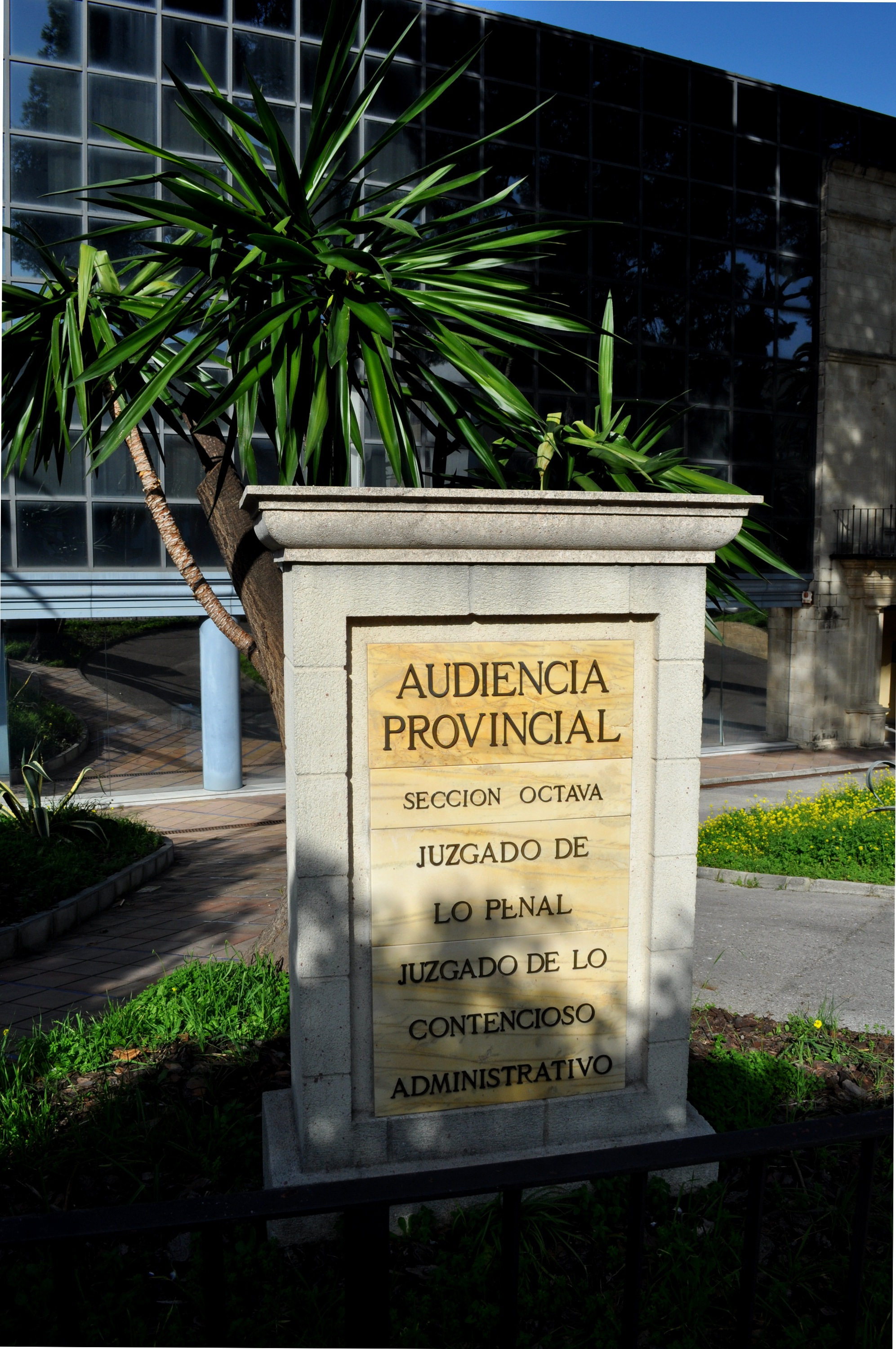
Sección octava de la Audiencia Provincial de Cádiz en Jerez de la Frontera

Existen casos en los que parte de las secciones de la Audiencia Provincial se encuentra en otra ciudad que no es la capital y a la que quedan adscritos uno o varios partidos judiciales, como es el caso por ejemplo de la Audiencia Provincial de Cádiz cuya sección sexta se encuentra en Ceuta, la sección séptima se encuentra en Algeciras y la sección octava en Jerez de la Frontera; o la Audiencia Provincial de Málaga, cuya sección séptima se encuentra en Melilla  . Otros casos son: la Audiencia Provincial de Alicante cuyas secciones séptima y novena tienen sede en Elche; la sección quinta de la Audiencia Provincial de Murcia  con sede en Cartagena; la Audiencia Provincial de Asturias cuyas secciones séptima y octava se encuentran en Gijón; la Audiencia Provincial de La Coruña, cuya sección sexta se encuentran en Santiago de Compostela; la Audiencia Provincial de Pontevedra, con secciones quinta y sexta en Vigo; o la sección tercera de la Audiencia Provincial de Badajoz, que tiene su sede en Mérida.
Alicante alberga además el Tribunal de la Marca Comunitaria, con jurisdicción en toda España.

## Competencias

### En materia civil
1. Conocen en grado de apelación, segunda instancia, de todos aquellos procesos civiles que se hubieren planteado en los Juzgados de Primera Instancia de su provincia.
2. De los conflictos de competencias, suscitados entre los Juzgados de Paz/Primera Instancia/Instrucción/de lo mercantil/de Violencia de Género de su provincia.

### En materia penal

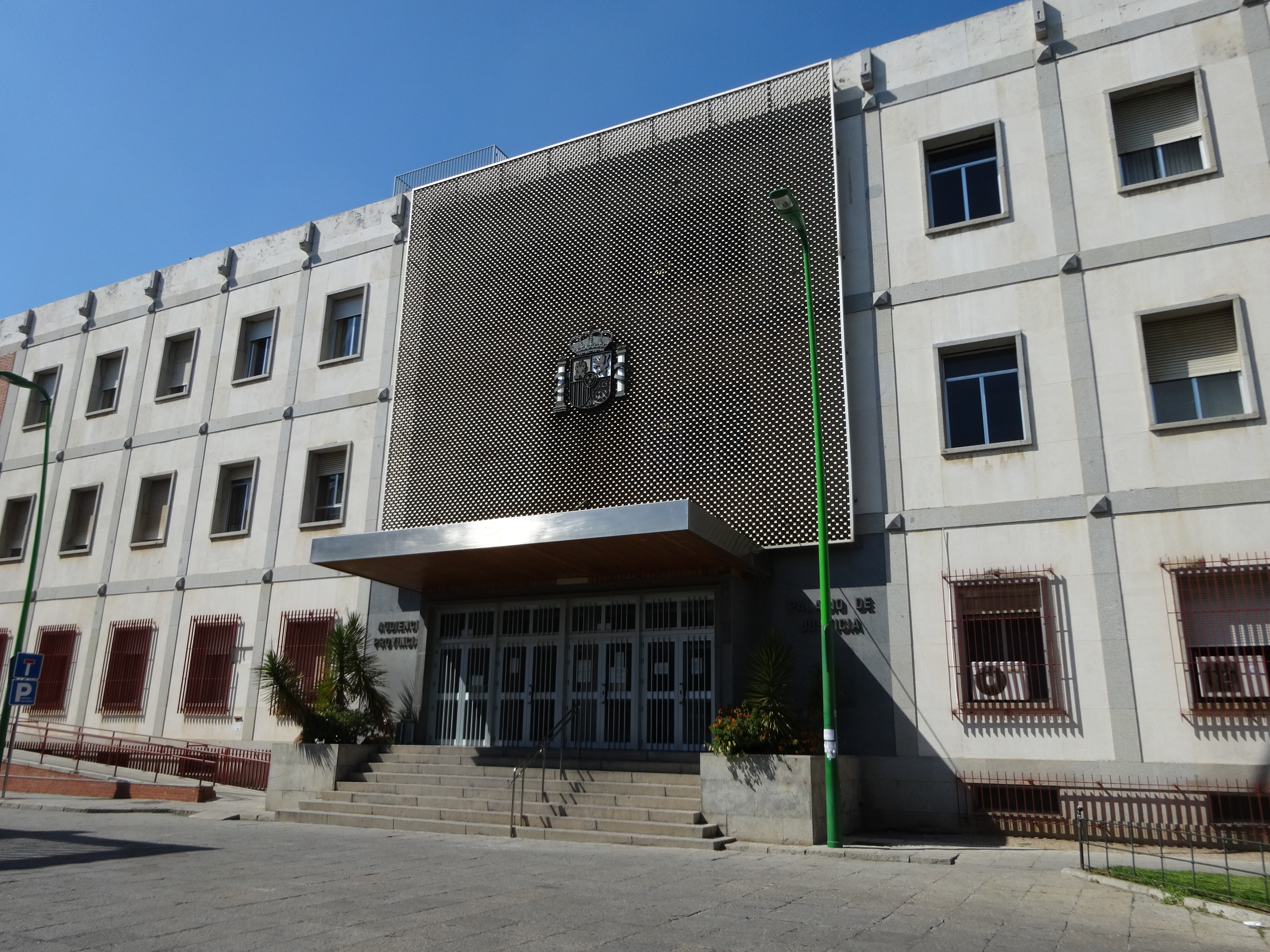
Audiencia Provincial de Córdoba

En grado de apelación (segunda instancia):
1. De los recursos de apelación interpuestos contra aquellas sentencias dictadas en los juicios por delitos leves de los Juzgados de Instrucción de la Provincia. (En estos casos la Audiencia se constituye en Tribunal Unipersonal).
2. De los recursos de apelación  interpuestos contra las sentencias dictadas por los Juzgados de lo Penal de la provincia donde tienen sede.
3. De los recursos de apelación o queja interpuestos contra los autos del Juzgado de Instrucción/Penal de la provincia durante la tramitación del Procedimiento del Tribunal del Jurado, Diligencias Previas y Sumarios.
4. De los conflictos de competencias suscitados entre los Juzgados de Instrucción, de lo Penal o Juzgados sobre violencia sobre la mujer.

Además conocen y fallan:
De aquellos delitos que cuyo conocimiento y fallo no correspondiere a los Juzgados de lo Penal, siempre y cuando la instrucción se hubiere practicado por los Juzgados de Instrucción de su provincia.